# Stellaria nitens
Stellaria nitens là loài thực vật có hoa thuộc họ Cẩm chướng. Loài này được Nutt. miêu tả khoa học đầu tiên năm 1838.